# Mag Bodard

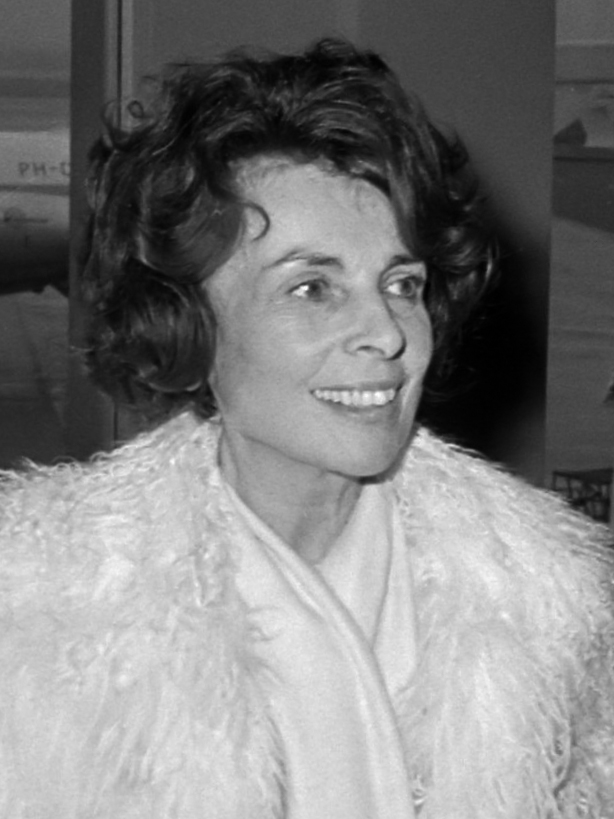
Mag Bodard (1972)

Mag Bodard (* 3. Januar 1916 in Turin, Italien als Margherita Maria Renata Perato; † 26. Februar 2019 in Neuilly-sur-Seine, Frankreich) war eine französische Filmproduzentin. Zu ihren bekanntesten Arbeiten gehören Die Regenschirme von Cherbourg, Eselshaut sowie die Co-Produktion von Die Mädchen von Rochefort.

## Leben
Mag Bodard wurde 1916 als Margherita Perato in Turin geboren. 1962 heiratete sie den Reporter Lucien Bodard, mit dem sie nach Paris zog. Durch seine Kontakte wurde sie Redakteurin in der Tageszeitung France Soir.
Bodards erster produzierter Film war La Gamberge im Jahr 1962. Zwei Jahre später konnte sie mit dem Musikfilm Die Regenschirme von Cherbourg die Goldene Palme der Filmfestspiele von Cannes gewinnen. Der Film war zudem für zwei Oscars, einen Golden Globe Award und einen Grammy nominiert.
In den folgenden Jahren produzierte Bodard mehrere Dutzend Filme. Sie förderte dabei die Karrieren von Schauspielerin wie Maurice Pialat, Nina Companéez oder Claude Miller. 1977 beendete sie ihre Laufbahn als Produzentin für Kinofilme und wechselte ins Fernsehen. Ihren letzten Fernsehfilm Inconnue de la départementale produzierte sie 2006 im Alter von 90 Jahren.
2005 erschien der Dokumentarfilm Mag Bodard, un destin von Anne Wiazemsky über Bodards Leben und Filmkarriere. Anlässlich ihres hundertsten Geburtstages widmete das Berliner Kino Arsenal Mag Bodard im Januar 2016 eine Ausstellung. Seit dem Tod ihres Mannes im Jahr 1998 lebte sie verwitwet in Paris. Mag Bodard starb im Februar 2019 im Alter von 103 Jahren.

## Filmografie (Auswahl)
- 1962: La Gamberge
- 1964: Die Regenschirme von Cherbourg (Les Parapluies de Cherbourg)
- 1965: Das Glück (Le Bonheur)
- 1966: Zum Beispiel Balthasar (Au hasard Balthazar)
- 1967: Zwei oder drei Dinge, die ich von ihr weiß (2 ou 3 choses que je sais d’elle; Co-Produktion)
- 1967: Die Mädchen von Rochefort (Les Demoiselles de Rochefort, Co-Produktion)
- 1967: Die Chinesin (La chinoise; Co-Produktion)
- 1968: Benjamin – Aus dem Tagebuch einer männlichen Jungfrau (Benjamin ou Les Mémoires d’un puceau)
- 1968: Ich liebe dich, ich liebe dich (Je t’aime, je t’aime)
- 1969: Die Sanfte (Une femme douce)
- 1970: Das Haus der Bories (La maison des Bories)
- 1970: Eselshaut (Peau d’âne)
- 1979: Die Damen von der Küste (Les Dames de la côte; Fernsehfilm)
- 1989: Die große Kapriole (La Grande cabriole; Fernsehfilm)
- 2006: Inconnue de la départementale